# Metà (araldica)
Metà è un termine utilizzato in araldica per indicare la metà destra o sinistra, superiore o inferiore di una figura.

## Terminologia
Frequentemente al posto del termine metà si usa l'espressione mancante a …, con la specificazione del lato (destro o sinistro) che manca.

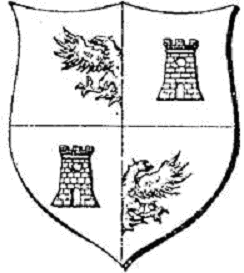
Aquila a metà (mezza aquila)
D'azzurro, a un giglio d'oro mancante a sinistra, accostato da un pastorale rivoltato dello stesso (stemma di Saint-Cloud, Francia)

## Traduzioni
- Francese: défaillant